# Gertrude Kazarwa
Gertrude Kazarwa, née le 28 décembre 1964 dans le district de Gatsibo (Rwanda), est une femme politique rwandaise. 
Membre du Parti libéral, elle est sénatrice de 2014 à 2019. Depuis le 14 août 2024, elle occupe la fonction de présidente de la Chambre des députés.

## Biographie

### Enfance et formation
Gertrude Kazarwa est née le 28 décembre 1964 au Rwanda dans le district de Gatsibo, aujourd'hui situé dans la province de l'Est. Elle passe une partie de son enfance en Ouganda du fait des tensions ethniques entre les Hutus et les Tutsis au Rwanda,.
Elle est titulaire de deux bachelors, un de gestion obtenu en 2003 à l'université libre de Kigali, et un autre de droit obtenu en 2021 à l'université des adventistes laïcs de Kigali. Elle possède également un MBA de finance et gestion financière obtenu en 2010 à l'école de gestion de Maastricht, aux Pays-Bas.

### Vie privée
Elle est mariée, mère de trois enfants et également grand-mère.

## Carrière politique
Gertrude Kazarwa est membre du Parti libéral. Elle est élue sénatrice, le 28 août 2014, lors d'une élection partielle afin de remplacer Donatille Mukabalisa devenue présidente de la Chambre des députés. Elle prête serment le 11 septembre au bâtiment du Parlement,. Au sein du Sénat, elle dirige la commission de la politique et des affaires gouvernementales.
Le 14 août 2024, elle est élue présidente de la Chambre des députés avec 73 voix sur 80, face à Pie Nizeyimana qui en recueille cinq, les deux derniers bulletins sont invalidés. Elle devient la troisième femme à occuper cette fonction après Donatille Mukabalisa et Rose Mukantabana. Elle prête serment le même jour avec le président de la République Paul Kagame réélu en juillet 2024,.